# حصن باغوش
حصن باغوش، حصن ميداني للجيش البريطاني بُني في الصحراء الغربية على بعد 35 ميل (56 كـم) شرق ميناء مرسى مطروح خلال حملة الصحراء الغربية في الحرب العالمية الثانية.

## تاريخ
بُني الحصن من قبل رجال من القوة الصحراوية الغربية (قوات الجنرال ريتشارد أوكونور) كمعسكر من الخيام مع مكاتب حفرت تحت الكثبان الرملية قيل إنها مضادة للقنابل واستخدمت كمقر مؤقت للقوات المشاركة في العمليات ضد الغزو الإيطالي لمصر عام 1940 من قبل الجيش الإيطالي العاشر. افتتح ريتشارد أوكونور الحصن في 8 يونيو. كان هناك مطار على مسافة قصيرة من الحصن وكان بمثابة المقر الرئيسي لسلاح الجو الصحراوي (الذي يقوده العميد الجوي رايموند كوليشاو).